# Ambasadorowie Chin w Kambodży
Chińska Republika Ludowa posiada swojego przedstawiciela w randze ambasadora w stolicy Kambodży, Phnom Penh od 1958 roku.
| L.p. | Ambasador      | Okres pełnienia funkcji          |
| ---- | -------------- | -------------------------------- |
| 1.   | Wang Youping   | wrzesień 1958 – marzec 1961      |
| 2.   | Cheng Shuliang | marzec 1961 – maj 1969           |
| 3.   | Kang Maozhao   | maj 1969 – lipiec 1974           |
| 4.   | Sun Hao        | lipiec 1974 – marzec 1982        |
| 5.   | Shen Ping      | kwiecień 1983 – marzec 1985      |
| 6.   | Zhang Dewei    | marzec 1985 – wrzesień 1989      |
| 7.   | Li Shichun     | wrzesień 1989 – październik 1991 |
| 8.   | Fu Xuezhang    | październik 1991 – wrzesień 1993 |
| 9.   | Xie Yue’e      | wrzesień 1993 – marzec 1997      |
| 10.  | Yan Ting’ai    | maj 1997 – kwiecień 2000         |
| 11.  | Ning Fukui     | kwiecień 2000 – listopad 2003    |
| 12.  | Hu Qianwen     | styczeń 2004 – grudzień 2005     |
| 13.  | Zhang Jinfeng  | styczeń 2006 – marzec 2010       |
| 14.  | Pan Guangxue   | od marca 2010                    |